# Flowers renmuis
De Flowers renmuis (Gerbillus floweri)  is een zoogdier uit de familie van de Muridae. De wetenschappelijke naam van de soort werd voor het eerst geldig gepubliceerd door Thomas in 1919.

## Voorkomen
De soort komt voor in Egypte.